# Austrolebias bagual
Austrolebias bagual es una especie de pez ciprinodontiforme anual integrante del género de rivulinos sudamericanos Austrolebias. Habita en pequeños cuerpos acuáticos temporales en ambientes subtropicales en el centro-este de América del Sur.

## Características
Austrolebias bagual mide 5 centímetros de largo. Su patrón cromático consiste en un fondo claro sobre el que se disponen bandas transversales oscuras, las que gradualmente se acortan y desdibujan hacia el pedúnculo caudal. La aleta dorsal del macho posee barras negras verticales que se extienden desde la base hasta la parte medial. Las no tienen, La mayoría de las hembras de las especies del grupo A. adloffi presentan un par de manchas negras dispuestas verticalmente muy próximas a la parte posterior del pedúnculo caudal, pero las de A. bagual carecen de las mismas.

## Taxonomía
Fue descrita originalmente en el año 2014 por los ictiólogos brasileños Matheus Vieira Volcan, Luis Esteban Krause Lanés y Ândrio Cardozo Gonçalves.
Austrolebias bagual pertenece al grupo A. adloffi, siendo su especie más similar A. reicherti.
Etimología
Etimológicamente el nombre genérico Austrolebias se construye con las palabras Austro: 'austral' y Lebias: un taxón de pequeños peces.

## Distribución
Este pez es endémico de Brasil. Habita en pantanos temporarios de baja profundidad ubicados en el estado brasileño de Río Grande del Sur, en el municipio de Encruzilhada do Sul. Estas charcas se sitúan en el curso medio del río Camaquã, en el valle del río Pardo, un afluente del río Yacuí, en la cuenca de la laguna de los Patos, la cual desemboca en el océano Atlántico.
Ecorregionalmente esta especie es exclusiva de la ecorregión de agua dulce laguna dos Patos.
Ecología y conservación
Los ejemplares de esta especie viven solo desde el otoño hasta la primavera del mismo año, ya que al llegar el verano austral el biotopo se seca por completo y la totalidad de los individuos muere, aunque sus huevos persisten enterrados a pocos centímetros de lo que era el fondo del charco, esperando las lluvias de fin del verano o principios del otoño para que nazcan los nuevos alevines.
Esta especie está considerada críticamente amenazada de extinción, ya que vive en ambientes restringidos, en una zona destinada a la agricultura de trigo y arroz.